# Nell Carroll
Nell Carroll, née en 1904, est une skieuse alpine britannique membre du Ladies' Ski Club de Mürren.

## Biographie

### Championnats du monde
| Épreuve / Édition    | Descente | Slalom | Combiné                          |
| -------------------- | -------- | ------ | -------------------------------- |
| Mondiaux 1931 Mürren | Argent   | 14e    | Épreuve inexistante à cette date |

### Arlberg-Kandahar
- Meilleur résultat : 2e place dans la descente 1929 à Sankt Anton et dans la descente, le slalom et le combiné 1930 à Sankt Anton